# Municipio de Lower North
El municipio de Lower North (en inglés: Lower North Township) es un municipio ubicado en el condado de Sharp en el estado estadounidense de Arkansas. En el año 2010 tenía una población de 497 habitantes y una densidad poblacional de 5,26 personas por km².

## Geografía
El municipio de Lower North se encuentra ubicado en las coordenadas 36°22′50″N 91°24′15″O / 36.38056, -91.40417. Según la Oficina del Censo de los Estados Unidos, el municipio tiene una superficie total de 94.43 km², de la cual 94,3 km² corresponden a tierra firme y (0,14 %) 0,13 km² es agua.

## Demografía
Según el censo de 2010, había 497 personas residiendo en el municipio de Lower North. La densidad de población era de 5,26 hab./km². De los 497 habitantes, el municipio de Lower North estaba compuesto por el 95,17 % blancos, el 2,01 % eran amerindios, el 0,8 % eran asiáticos, el 0,2 % eran isleños del Pacífico y el 1,81 % eran de una mezcla de razas. Del total de la población el 1,21 % eran hispanos o latinos de cualquier raza.